# Reinhard Nießner
Reinhard Nießner (* 28. Mai 1951) ist ein deutscher Chemiker und Professor für analytische Chemie an der TU München. Nießner war Direktor des „Instituts für Wasserchemie“ der TU München.

## Leben
Nießner studierte Chemie an der Universität Freiburg, wo er im Jahr 1976 sein Diplom erhielt. Er promovierte im Jahr 1981 an der Universität Dortmund. Nach seiner Habilitation im Jahr 1985 war er von 1986 bis 1989 Professor für anorganische und analytische Chemie an der Universität Dortmund. Nachdem er Rufe auf verschiedene akademische Stellungen und Angebote aus der Industrie abgelehnt hatte, nahm er 1989 schließlich den Ruf auf seine Stellung an der TU München an.

## Forschungsgebiete
Nießner forscht vor allem über Umweltanalytik, methodisch stehen dabei vor allem die Anwendung der Laserspektroskopie, die Charakterisierung von Nanopartikeln und Mikroarray-Techniken im Vordergrund. Ein materieller Forschungsschwerpunkt sind Aerosole, Hydrokolloide und Biofilme in der Atmosphäre und der Hydrosphäre.

## Preise und Auszeichnungen
- Heinrich-Emanuel-Merck-Preis für Analytische Chemie 1990
- Smoluchowski-Preis für Aerosolforschung der Gesellschaft für Aerosol-Forschung 1991
- Fritz-Pregl-Medaille der Österreichischen Gesellschaft für Analytische Chemie 1996
- Fresenius-Preis für Analytische Chemie der Gesellschaft Deutscher Chemiker 2000
- Clemens-Winkler-Medaille der Gesellschaft Deutscher Chemiker 2019

## Mitgliedschaften in Fachgremien (Auswahl)
Nießner war und ist Mitglied in zahlreichen Fachgremien und -organisationen:
- „Titular Member“ der IUPAC
- European Science Foundation
- AG Wasserchemie der Gesellschaft Deutscher Chemiker
- Senatskommission für Wasserforschung der Deutschen Forschungsgemeinschaft (DFG)

## Editorial Boards und Publikationen
Nießner ist Mitherausgeber einer Reihe von wissenschaftlichen Zeitschriften, unter anderem der Zeitschrift der American Chemical Society Analytical Chemistry, der Zeitschrift Analytical Sciences und des Annual Review of Analytical Chemistry.
Bisher hat Nießner über 600 wissenschaftliche Publikationen veröffentlicht und zahlreiche Doktor-, Master- und Diplomarbeiten wurden in seinem Arbeitskreis angefertigt.